# BAFTA (премия, 2000)
53-я церемония вручения наград премии BAFTA

9 апреля 2000
Лучший фильм: 

Красота по-американски 

American Beauty
Лучший британский фильм: 

Восток есть Восток 

East Is East
Лучший неанглоязычный фильм: 

Всё о моей матери 

Todo sobre mi madre
< 52-я Церемонии вручения 54-я >
53-я церемония вручения наград премии BAFTA, учреждённой Британской академией кино и телевизионных искусств, за заслуги в области кинематографа за 1999 год состоялась в Лондоне 9 апреля 2000 года.
Приз зрительских симпатий — Audience Award: Orange Film of the Year — получила картина режиссёра Роджера Мичелла «Ноттинг Хилл». Фильм был также заявлен ещё в двух категориях, но награды достались другим кинолентам.

## Полный список победителей и номинантов
| Победители выделены отдельным цветом. |

### Основные категории
| Категории                         | Победитель и номинанты                                                                               |
| --------------------------------- | --- |
| Лучший фильм                      | • «Красота по-американски» — Брюс Коэн, Дэн Джинкс                                                   |
| Лучший фильм                      | • «Восток есть Восток» — Лесли Адвин                                                                 |
| Лучший фильм                      | • «Конец романа» — Нил Джордан, Стивен Вулли                                                         |
| Лучший фильм                      | • «Шестое чувство» — Кэтлин Кеннеди, Фрэнк Маршалл, Барри Мендел                                     |
| Лучший фильм                      | • «Талантливый мистер Рипли» — Уильям Хорберг, Том Стернберг                                         |
| Лучший британский фильм           | • «Восток есть Восток» — Лесли Адвин, Дэмиен О’Доннелл                                               |
| Лучший британский фильм           | • «Кутерьма» — Саймон Ченнинг-Уильямс, Майк Ли                                                       |
| Лучший британский фильм           | • «Крысолов» — Гэвин Эмерсон, Линн Рамсэй                                                            |
| Лучший британский фильм           | • «Онегин» — Айлин Мейзел, Саймон Босанкет, Марта Файнс                                              |
| Лучший британский фильм           | • «Ноттинг Хилл» — Дункан Кенворти, Роджер Мичелл                                                    |
| Лучший британский фильм           | • «Чудесная страна» — Мишель Камарда, Эндрю Итон, Майкл Уинтерботтом                                 |
| Лучший неанглоязычный фильм       | • «Всё о моей матери» (режиссёр — Педро Альмодовар; страна — Испания)                                |
| Лучший неанглоязычный фильм       | • «Беги, Лола, беги» (режиссёр — Том Тыквер; страна — Германия)                                      |
| Лучший неанглоязычный фильм       | • «Торжество» (режиссёр — Томас Винтерберг; страна — Дания, Швеция)                                  |
| Лучший неанглоязычный фильм       | • «Клуб Буэна Виста» (режиссёр — Вим Вендерс; страна — США, Германия, Великобритания, Франция, Куба) |
| Лучшая режиссёрская работа        | • Педро Альмодовар — «Всё о моей матери»                                                             |
| Лучшая режиссёрская работа        | • Нил Джордан — «Конец романа»                                                                       |
| Лучшая режиссёрская работа        | • Сэм Мендес — «Красота по-американски»                                                              |
| Лучшая режиссёрская работа        | • М. Найт Шьямалан — «Шестое чувство»                                                                |
| Лучшая режиссёрская работа        | • Энтони Мингелла — «Талантливый мистер Рипли»                                                       |
| Лучшая мужская роль               | • Кевин Спейси — «Красота по-американски»                                                            |
| Лучшая мужская роль               | • Джим Бродбент — «Кутерьма»                                                                         |
| Лучшая мужская роль               | • Ом Пури — «Восток есть Восток»                                                                     |
| Лучшая мужская роль               | • Рассел Кроу — «Свой человек»                                                                       |
| Лучшая мужская роль               | • Рэйф Файнс — «Конец романа»                                                                        |
| Лучшая женская роль               | • Аннетт Бенинг — «Красота по-американски»                                                           |
| Лучшая женская роль               | • Джулианна Мур — «Конец романа»                                                                     |
| Лучшая женская роль               | • Линда Бассетт — «Восток есть Восток»                                                               |
| Лучшая женская роль               | • Эмили Уотсон — «Прах Анджелы»                                                                      |
| Лучшая мужская роль второго плана | • Джуд Лоу — «Талантливый мистер Рипли»                                                              |
| Лучшая мужская роль второго плана | • Уэс Бентли — «Красота по-американски»                                                              |
| Лучшая мужская роль второго плана | • Майкл Кейн — «Правила виноделов»                                                                   |
| Лучшая мужская роль второго плана | • Рис Иванс — «Ноттинг Хилл»                                                                         |
| Лучшая мужская роль второго плана | • Тимоти Сполл — «Кутерьма»                                                                          |
| Лучшая женская роль второго плана | • Мэгги Смит — «Чай с Муссолини»                                                                     |
| Лучшая женская роль второго плана | • Тора Бёрч — «Красота по-американски»                                                               |
| Лучшая женская роль второго плана | • Мина Сувари — «Красота по-американски»                                                             |
| Лучшая женская роль второго плана | • Камерон Диас — «Быть Джоном Малковичем»                                                            |
| Лучшая женская роль второго плана | • Кейт Бланшетт — «Талантливый мистер Рипли»                                                         |
| Лучший адаптированный сценарий    | • «Конец романа» — Нил Джордан                                                                       |
| Лучший адаптированный сценарий    | • «Идеальный муж» — Оливер Паркер                                                                    |
| Лучший адаптированный сценарий    | • «Восток есть Восток» — Аюб Хан Дин                                                                 |
| Лучший адаптированный сценарий    | • «Талантливый мистер Рипли» — Энтони Мингелла                                                       |
| Лучший оригинальный сценарий      | • «Быть Джоном Малковичем» — Чарли Кауфман                                                           |
| Лучший оригинальный сценарий      | • «Кутерьма» — Майк Ли                                                                               |
| Лучший оригинальный сценарий      | • «Красота по-американски» — Алан Болл                                                               |
| Лучший оригинальный сценарий      | • «Шестое чувство» — М. Найт Шьямалан                                                                |
| Лучший оригинальный сценарий      | • «Всё о моей матери» — Педро Альмодовар                                                             |

### Другие категории
| Категории                                                                                | Победитель и номинанты                                                                                |
| ---------------------------------------------------------------------------------------- | --- |
| Лучшая музыка к фильму                                                                   | • «Красота по-американски» — Томас Ньюман                                                             |
| Лучшая музыка к фильму                                                                   | • «Конец романа» — Майк Найман                                                                        |
| Лучшая музыка к фильму                                                                   | • «Клуб Буэна Виста» — Рай Кудер, Ник Голд                                                            |
| Лучшая музыка к фильму                                                                   | • «Талантливый мистер Рипли» — Габриэль Яред                                                          |
| Лучшая операторская работа                                                               | • «Красота по-американски» — Конрад Холл                                                              |
| Лучшая операторская работа                                                               | • «Матрица» — Билл Поуп                                                                               |
| Лучшая операторская работа                                                               | • «Прах Анджелы» — Майкл Серезин                                                                      |
| Лучшая операторская работа                                                               | • «Конец романа» — Роджер Пратт                                                                       |
| Лучшая операторская работа                                                               | • «Талантливый мистер Рипли» — Джон Сил                                                               |
| Лучшие визуальные эффекты                                                                | • «Матрица» — Джон Гаэта, Стив Кортли, Янек Сиррс, Джон Тум                                           |
| Лучшие визуальные эффекты                                                                | • «Приключения Флика» — Уильям Ривз, Шэрон Калахан, Рик Сейр, Эбен Остби                              |
| Лучшие визуальные эффекты                                                                | • «Мумия» — Джон Эндрю Бёртон мл., Крис Корбоулд, Бен Сноу, Дэниэл Джаннетт                           |
| Лучшие визуальные эффекты                                                                | • «Сонная Лощина» — Джимми Митчелл, Джосс Уильямс, Кевиян Ягер, Пэдди Исон                            |
| Лучшие визуальные эффекты                                                                | • «Звёздные войны. Эпизод I: Скрытая угроза» — Джон Нолл, Деннис Мьюрен, Скотт Скуайрс, Роб Коулман   |
| Лучший грим                                                                              | • «Кутерьма» — Кристин Бланделл                                                                       |
| Лучший грим                                                                              | • «Идеальный муж» — Питер Кинг                                                                        |
| Лучший грим                                                                              | • «Конец романа» — Кристин Беверидж                                                                   |
| Лучший грим                                                                              | • «Красота по-американски» — Таня МакКомас, Кэрол О’Коннелл                                           |
| Лучший дизайн костюмов                                                                   | • «Сонная Лощина» — Коллин Этвуд                                                                      |
| Лучший дизайн костюмов                                                                   | • «Идеальный муж» — Кэролайн Харрис                                                                   |
| Лучший дизайн костюмов                                                                   | • «Конец романа» — Сэнди Пауэлл                                                                       |
| Лучший дизайн костюмов                                                                   | • «Чай с Муссолини» — Дженни Беван, Анна Анни, Альберто Спьяцци                                       |
| Лучшая работа художника-постановщика                                                     | • «Сонная Лощина» — Рик Хайнрикс                                                                      |
| Лучшая работа художника-постановщика                                                     | • «Матрица» — Оуэн Патерсон                                                                           |
| Лучшая работа художника-постановщика                                                     | • «Конец романа» — Энтони Прэтт                                                                       |
| Лучшая работа художника-постановщика                                                     | • «Прах Анджелы» — Джеффри Кёркленд                                                                   |
| Лучшая работа художника-постановщика                                                     | • «Красота по-американски» — Наоми Шохан                                                              |
| Лучший монтаж                                                                            | • «Красота по-американски» — Тарик Анвар, Кристофер Гринбери                                          |
| Лучший монтаж                                                                            | • «Матрица» — Зак Стэнберг                                                                            |
| Лучший монтаж                                                                            | • «Шестое чувство» — Эндрю Мондшайн                                                                   |
| Лучший монтаж                                                                            | • «Быть Джоном Малковичем» — Эрик Цумбруннен                                                          |
| Лучший звук                                                                              | • «Матрица» — Дэвид Ли, Дэвид Кэмпбелл и другие…                                                      |
| Лучший звук                                                                              | • «Клуб Буэна Виста» — Мартин Мюллер, Джерри Бойс                                                     |
| Лучший звук                                                                              | • «Красота по-американски» — Скотт Мартин Гершин, Ричард Ван Дайк и другие…                           |
| Лучший звук                                                                              | • «Звёздные войны. Эпизод I: Скрытая угроза» — Гэри Райдстром, Том Джонсон и другие…                  |
| Лучший анимационный короткометражный фильм                                               | • The Man with the Beautiful Eyes — Джонатан Бэйрстоу, Джонатан Ходгсон                               |
| Лучший анимационный короткометражный фильм                                               | • The Periwig-Maker — Аннетт Шэффлер, Стеффен Шэффлер                                                 |
| Лучший анимационный короткометражный фильм                                               | • Jolly Roger — Клэр Дженнингс, Марк Бейкер, Невилл Астли                                             |
| Лучший анимационный короткометражный фильм                                               | • «Старик и море» — Александр Петров, Бернар Лажуа, Тацуо Симамура                                    |
| Лучший короткометражный фильм                                                            | • Who’s My Favourite Girl — Джоэрн Уткилен, Кара Джонстон, Эдриан МакДауэлл                           |
| Лучший короткометражный фильм                                                            | • Perdie — Рэйчел Шэдик, Фэй Гилберт                                                                  |
| Лучший короткометражный фильм                                                            | • Bait — Соледад Гатти-Паскуаль, Том Шенкленд, Джейн Харрис                                           |
| Лучший короткометражный фильм                                                            | • The Tale of the the Rat that Wrote — Рут Кенли-Леттс, Лиза-Мари Руссо, Билли О’Брайен, Мурило Паста |
| Премия им. Карла Формана за лучший дебют британского сценариста, режиссёра или продюсера | • Линн Рэмси — «Крысолов» (режиссёр, сценарист)                                                       |
| Премия им. Карла Формана за лучший дебют британского сценариста, режиссёра или продюсера | • Джастин Керриган — «В отрыв!» (режиссёр, сценарист)                                                 |
| Премия им. Карла Формана за лучший дебют британского сценариста, режиссёра или продюсера | • Кирк Джонс — «Сюрприз старины Неда» (режиссёр, сценарист)                                           |
| Премия им. Карла Формана за лучший дебют британского сценариста, режиссёра или продюсера | • Аюб Хан Дин — «Восток есть Восток» (сценарист)                                                      |
| Michael Balcon Award за вклад в развитие британского кинематографа                       | • Джойс Херлихи — продюсер                                                                            |
| BAFTA Academy Fellowship Award                                                           | • Майкл Кейн — актёр                                                                                  |
| BAFTA Academy Fellowship Award                                                           | • Стэнли Кубрик — кинорежиссёр, сценарист, продюсер, кинооператор                                     |
| BAFTA Academy Fellowship Award                                                           | • Питер Базалгетт — медиа-эксперт                                                                     |